# Carmen Lyra
Carmen Lyra   (San José, 15 de gener de 1887 - Ciutat de Mèxic, 14 de maig de 1949) nom de ploma de María Isabel Carvajal Quesada, fou una escriptora i professora costa-riquenya, fundadora de la primera escola Montessori del país. Va ser cofundadora del Partit Comunista de Costa Rica, així com d'un dels primers sindicats de dones treballadores del país. Va ser una de les primeres escriptores en criticar el monopoli de les empreses fruiteres.

## Biografia
Carmen Isabel Carvajal Quesada va néixer el 15 de gener de 1888 a San José (Costa Rica) i va anar a l'Escola Superior de Noies, de la que es va graduar el 1904. Va començar a treballar a l'hospital de Sant Joan de Déu el 1906 com a novícia, però va decidir que la seva vida religiosa no era la seva afició, i va començar a treballar com a professora i escriptora. Va començar a enviar articles a diaris com Diario de Costa Rica, La Hora i La Tribuna; i revistes com Ariel, Athenea i Pandemonium i la docència a tot el país.
El 1918 va publicar la seva primera novel·la En una silla de ruedas, que relata els costums i maneres nacionals a través dels ulls d'un nen paralític que creix per convertir-se en artista, amb una forta dosi de sentimentalisme i intimacions de la vida bohèmia de San José. El 1919, durant una protesta de mestres contra la dictadura de Federico Tinoco Granados, Lyra va galvanitzar a la multitud i, en la seva ira, van cremar la oficina de notícies del govern. Va aconseguir escapar de la caça de la policia disfressada de venedora de notícies. El 1920 publica la seva obra més coneguda Los cuentos de Mi Tia Panchita, una col·lecció de contes populars.
Quan la dictadura es va demolir, se li va donar una beca per estudiar a l'estranger, a la Sorbona, a Apex, i també va visitar escoles d'Itàlia i Anglaterra per avaluar els mètodes pedagògics utilitzats a Europa. Va tornar el 1921 per gestionar el Departament de Literatura Infantil a l'Escola Normal de Costa Rica. El 1926, Lyra va fundar i va dirigir el primer preescolar de Montessori, on va ensenyar als estudiants més pobres de San José. La llar de Lyra es va convertir en un lloc de trobada per a intel·lectuals i escriptors i la seva política es va traslladar cada vegada més cap a l'esquerra. El 1931, ella i Manuel Mora Valverde van fundar el Partit Comunista de Costa Rica. Va ser acompanyada per les professores María Alfaro de Mata, Odilia Castro Hidalgo, Adela Ferreto, Angela García, Luisa González, Stella Peralta, Emilia Prieto, Lilia Ramos, Esther Silva i Hortensia Zelaya, que havien estat radicalitzades a l'Escola Normal (universitat per a professors), per desafiar una societat basada en el privilegi i on el paper de les dones es limita a la llar, el matrimoni i la maternitat. Aquest mateix any, Lyra i Luisa González van formar la Unió Única de Treballadores i van suggerir la creació d'un sindicat per a Professors de Costa Rica que no seria creat fins a l'any 1939 per Odilia Castro.
El 1931, va publicar Bananos y Hombres anticipant-se a la vaga de treballadors del plàtan de 1934, organitzada pel partit comunista i en la qual va tenir un paper significatiu. A mesura que la seva política i activitats es van fer més radicals, Lyra va ser retirada de les seves places docents i el 1948, a la conclusió de la Guerra Civil Costarricense, quan José Figueres Ferrer va prohibir el partit comunista també va haver d'exiliar-se a Mèxic. Malgrat les peticions reiterades de tornar a casa a causa d'una malaltia, les peticions li van ser denegades i Lyra va morir a la Ciutat de Mèxic el 14 de maig de 1949.
El 1962 la Junta d'Educació de Cóbano, va anomenar una escola en honor seu i l'Assemblea Legislativa de Costa Rica li va atorgar l'honor de Benemérita de la Cultura Nacional el 1976.
Lyra va ser ingressada a La Galería de las Mujeres de Costa Rica (2005). A partir de 2010 Carmen Lyra es representa al bitllet de vint mil colones.

## Obra
- En una silla de ruedas (1918)
- Fantasías de Juan Silvestre (1918)
- Cuentos De Mi Tia Panchita (1920) - Edició de butxaca (2000) Editorial Costa Rica, ISBN 9977-23-135-4
- Bananos Y Homes (1931)